# 大英循道会差会
大英循道会差会（Wesleyan Methodist Missionary Society，WMMS）是英国循道會在海外的一个传教差会。
大英循道会差会在1851年由俾士牧師作為首位傳教士进入中国传教，工作开始于广州。1862年由郭修礼牧师传入武汉。
1919年，循道会差会在华传教士118人，在各省分布情况如下：
1. 湖北56人
2. 湖南31人
3. 广东25人
4. 广西6人

1919年循道会在华受餐信徒6032人，在各省分布情况如下：
1. 湖北2542人
2. 广东2013人
3. 湖南1288人
4. 广西189人